# Euseius myrobalanus
Euseius myrobalanus är en spindeldjursart som först beskrevs av Edward A. Ueckermann och Loots 1988.  Euseius myrobalanus ingår i släktet Euseius och familjen Phytoseiidae. Inga underarter finns listade i Catalogue of Life.